# Leonardo Gutiérrez
Leonardo Gutiérrez (Marcos Juárez, 16 mei 1978) is een Argentijns voormalig basketballer en basketbalcoach.

## Carrière
Gutiérrez had een gemiddelde van 13,1 punten per wedstrijd in de Liga Nacional de Básquetbol, terwijl hij in 1.106 wedstrijden speelde in 23 seizoenen. Hij scoorde in totaal 14.531 punten in de Argentijnse topcompetitie. Hij is ook eerste aller tijden in gespeelde wedstrijden in de Argentijnse Liga, en derde aller tijden in totaal gescoorde punten.
Hij houdt het record voor Liga Nacional de Básquet als verdediger van de meeste gewonnen Argentijnse competitiekampioenschappen, op 10.
Gutiérrez verdedigde Argentinië op de FIBA Americas Championships: een gouden medaille in 2001 en 2011, zilveren medailles in 2002, 2003, 2005 en 2007, en een bronzen medaille in 2009.
Hij verdedigde Argentinië op de Olympische Zomerspelen met medailles in 2004 en een bronzen medaille in 2008.

## Erelijst
- 10x Argentijns landskampioen: 1996, 1999, 2002, 2005, 2007, 2009, 2010, 2011, 2012, 2014
- 3x Argentijns bekerwinnaar: 2006, 2008, 2010
- 3x Torneo Súper 8 de Básquet: 2009, 2011, 2013
- 2x Liga Sudamericana de Básquetbol: 1996, 2006
- 2x Torneo Interligas de Básquet: 2010, 2012
- 1x FIBA Americas League: 2010
- Konex Award
- Olympische Spelen: 1x , 1x
- Wereldkampioenschap: 1x
- FIBA Diamond Ball: 1x
- FIBA AmeriCup: 2x , 3x , 1x
- Zuid-Amerikaans kampioenschap: 3x , 1x , 1x
- Goodwill Games: 1x